# Долина, Мария Ивановна (лётчица)
Мари́я Ива́новна До́лина (18 декабря 1920 — 3 марта 2010) — советская лётчица, участница Великой Отечественной войны, Герой Советского Союза. Воевала на Южном, Донском, Северо-Кавказском, Западном, 3-м Белорусском, 1-м Прибалтийском фронтах. С 1943 года член ВКП(б)/КПСС. Гвардии капитан.

## Становление лётчика
Родилась 18 декабря 1920 года в деревне Шаровка (ныне Полтавский район Омской области) в семье украинских крестьян-переселенцев, приехавших в Сибирь на заработки. Отец-красноармеец был инвалидом, лишился ноги (по словам самой лётчицы — обеих ног) во время гражданской войны. Мария была старшей из десяти детей. К 14 годам окончила пять классов Исилькульской школы.

В 1934 году семья Долиных вернулась в УССР в село Михайловка Запорожской области. Там Мария окончила восемь классов средней школы. Недоучившись, была вынуждена устроиться на работу:
Я хорошо училась в школе, но окончить десятилетку не довелось. Семья очень нуждалась, пришлось оставить учёбу и идти работать. А у нас в Михайловке как раз открылась планерная школа — филиал Мелитопольского аэроклуба. Меня туда зачислили. Окончила я её с отличием.
Экстерном окончила среднюю школу в городе Днепропетровск. В 1939 году окончила Херсонскую авиационную школу. Работала лётчиком-инструктором Днепропетровского, затем Николаевского аэроклубов Осоавиахима. С 1941 года в Красной армии.

## Участие в войне
С июля 1941 года в действующей армии. Начала службу 14 июля на Южном фронте в составе 296-го истребительного авиаполка как лётчик связи, налетав по заданиям командования свыше 150 часов.
В октябре 1941 года по приказу Ставки Верховного главнокомандования (приказ НКО СССР № 0099 от 08.10.41) и с поддержкой Центрального комитета ВЛКСМ легендарная советская лётчица, Герой Советского Союза Марина Раскова в городе Энгельсе сформировала из лётчиц, подготовленных аэроклубами, школами Гражданского воздушного флота и Осовиахима, авиагруппу из трёх женских авиаполков: 586-го истребительного (Як-1), 587-го бомбардировочного (Пе-2) и 588-го ночного бомбардировочного (По-2). Сама Раскова стала командиром полка тяжёлых бомбардировщиков Пе-2, в который была зачислена и Мария Долина.
В 1942 году она окончила Энгельсскую военную авиационную школу, за 4 месяца освоив пилотирование скоростным бомбардировщиком. Про самолёт Пе-2 говорили, что сильные лётчики его любят, а слабые боятся. Даже мужчине управлять этой машиной было непросто: инструменты управления были приспособлены к мужскому росту, мужской силе. Чтобы выжать педали, требовалось равномерное нарастающее давление. Поэтому девушки из полка Расковой приспособились взлетать «в четыре руки»: штурман поддерживал пилоту спину и руки. Далеко не просто было отрывать таким образом от земли самолёт, нагруженный бомбами.
С января 1943 года полк Пе-2, получивший новое наименование 125-го бомбардировочного авиационного полка, вступил в бои на Донском фронте.

### Смелый и хладнокровный командир
Всю войну Долина прошла с одним экипажем: штурманом Галиной Джунковской и стрелком-радистом Иваном Солёновым. На земле самолёт обслуживали механики Василий Литош и Александр Барсуков.
Весной 1943 года после выполнения задания над высотой 121.4 на Северокавказском фронте (позже названной «Сопкой героев») группа советских самолётов вступила в бой с немецкими «мессершмиттами». Истребители прикрытия вели поединки на высоте, а ведущая группы Пе-2 гвардии майор Евгения Тимофеева приказала экипажам бомбардировщиков держаться плотной группой, а сама открыла огонь по нападавшим. Её поддержал экипаж Долиной: огнём из пулемёта Иван Солёнов подбил один из «мессеров». Однако в бою был повреждён самолёт ведомого Долиной Тоси Скобликовой и двигатель Пе-2 Долиной. Затем немецкий лётчик пулемётной очередью поджёг и второй мотор бомбардировщика. Пытаясь сорвать пламя, Долина резко отдала штурвал: «пешка» клюнула и вошла в пике, что позволило обмануть нападавшего, который счёл, что убил лётчика. Долина приказала экипажу покинуть гибнущий самолёт, однако и Джунковская и Солёнов отказались это сделать. Джунковская отыскала по карте ближайший аэродром и помогла лётчице дотянуть до него, сразу за рекой Кубань. Долина посадила самолёт на ковыльное поле, немного не рассчитав высоту и «плюхнув» фюзеляж при приземлении. Раненому в ногу Солёнову удалось открыть заклинивший фонарь кабины, после чего экипаж смог выбраться из самолёта, который через несколько минут взорвался. Уже в госпитале Долина, Джунковская и Солёнов узнали, что из-за жёсткого приземления самолёт смог затормозить в десятке метров от глубокого оврага: будь приземление штатным, все погибли бы.
За этот подвиг — «поддержку в бою товарища и спасение экипажа», а также за выполнение 15 боевых вылетов командир звена гвардии младший лейтенант Долина 1 июня 1943 года была награждена орденом Красного Знамени.

### Во главе эскадрильи
Начав боевой путь рядовым лётчиком, Долина скоро стала командиром звена, а в январе 1944 года была назначена командиром эскадрильи.
23 июня 1944 года самолёт Долиной при выполнении задания в районе посёлка Центральный и Заволны был сильно повреждён в бою. Не теряя места в строю, Долина дотянула машину до аэродрома и успешно посадила её, сохранив жизнь экипажу и дорогостоящий самолёт. На следующий день Долина во главе звена совершила успешный боевой вылет в район Жабыки на железной дороге Орша—Смоленск, а 26 июня уничтожила вражеский эшелон возле станции Орша. За успешно выполненные задания и 36 успешных боевых вылетов 1 июля 1944 года приказом по войскам 1-й воздушной армии заместитель командира эскадрильи гвардии старший лейтенант Долина награждена вторым орденом Красного Знамени.
Во время Белорусской наступательной операции участвовала в боях за Витебск, Оршу и Борисов. 26 июня 1944 года метким бомбовым ударом разрушила железнодорожное полотно на станции Орша, взорвала эшелон с боеприпасами. 28 июня 1944 года бомбовыми ударами по скоплению противника в деревне Зембин помогла советским войскам форсировать Березину и освободить город Борисов.
Закончила войну под Либавой, где попавшая в Курляндский котёл группировка гитлеровских войск ожесточённо оборонялась с 1944 года, когда большая часть территории Латвийской ССР была уже освобождена.

### Участница Парада Победы
Гвардии капитан, заместитель командира эскадрильи 125-го гвардейского бомбардировочного авиационного Борисовского орденов Суворова и Кутузова полка имени Героя Советского Союза Марины Расковой (4-я гвардейская бомбардировочная авиационная дивизия, 1-й гвардейский бомбардировочный авиационный корпус, 3-я воздушная армия, 1-й Прибалтийский фронт) Мария Ивановна Долина выполнила 63 успешных боевых вылета на самолёте Пе-2, сбросила 45 000 килограммов бомб. Результаты всех успешных боевых вылетов были задокументированы фотосхемами. В 6-ти воздушных боях экипаж Марии Долиной сбил 3 истребителя противника (в группе).
Мария Долина была удостоена чести участвовать в Параде Победы в Москве, её портрет 1945 года обошёл многие советские и зарубежные издания и стал одним из символов празднования 75-летия Победы.
18 августа 1945 года за мужество и воинскую доблесть, проявленные в боях с врагами, ей было присвоено звание Героя Советского Союза.

## Дальнейшая судьба
После войны Мария Ивановна Долина вышла замуж за штурмана 124 авиаполка Василия Мельникова, с которым познакомилась ещё во время войны. Продолжила службу в ВВС, была заместителем командира бомбардировочного авиационного полка.
С 1950 года — в запасе. Жила в городе Шяуляй, затем в Риге, где окончила партшколу. Работала в Рижском горкоме партии Латвии и в ЦК КП Латвии до 1975 года.
Была членом правления Республиканского общества дружбы «СССР — Франция», Комитета защиты мира, с 1975 года — почётный член полка «Нормандия — Неман».
С 1991 года жила в Киеве. Награждена орденами Ленина, Красного Знамени (дважды), Отечественной войны 1-й степени, медалями. Её именем были названы бригада трубного завода города Волжский Волгоградской области, пионерская дружина в Омской области и многие пионерские отряды средних школ. Автор статьи «Прыжок из пламени» (в книге «В небе фронтовом»).
Скончалась 3 марта 2010 года в Киеве, Украина. Похоронена на Байковом кладбище.

## Награды
- Орден Красного знамени (1 июня 1943 года).
- Орден Красного знамени (1 июля 1944 года)[8].
- Медаль «Золотая звезда» Героя Советского Союза и Орден Ленина[6].
- Почётный гражданин Киева

## Память
- На здании аэроклуба, где ранее располагалась Мелитопольская авиационная школа, в которой обучалась Мария Ивановна, 17 августа 2013 года установлена мемориальная доска[11].
- В поселке Полтавка Омской области одна из улиц названа именем Марии Ивановны Долиной.